# Thaksin Shinawatra
Thaksin Shinawatra (Thai: ทักษิณ ชินวัตร) (San Kamphaeng, Chiang Mai, 26 juli 1949) was premier van Thailand tussen januari 2001 en april 2006 en is de leider van de politieke partij Thai Rak Thai. Als hoofd van de Shin Corporation, die onder andere de grootste Thaise mobiele telefoonmaatschappij Advanced Info Service beheert, is hij een van de rijkste mensen van Thailand. Hoewel hij een Chinese naam heeft (hij is van Chinees-Thaise afkomst), staat hij in Chineestalige landen bekend als 他信.

## Afkomst en studie
Thaksin stamt uit de rijkste familie van Thailand, groot geworden met grondbezit, onroerend goed en zijdehandel. Hij studeerde af aan de Thaise Police Cadet Academy en ging in 1973 naar de Royal Thai Police Department. Hij studeerde af  in strafrecht aan de Amerikaanse Sam Houston State University in 1978.

## Ondernemer
Na het bereiken van de hoge positie van Deputy Superintendent of the Policy and Planning Sub-division, General Staff Division, Metropolitan Police Bureau, verliet Thaksin de politie om in 1987 de Shinawatra Computer and Communications Group op te richten. Een van de leden van de groep, Shinawatra Paging, is nu bekend als AIS. In 1990 deed Thaksin een gewaagd doch succesvol bod van 20 miljard baht voor een concessie om de Telephone Organization of Thailand gedurende 20 jaar te beheren. Hij is oud-voorzitter van de Engelse voetbalclub Manchester City FC.

## Politicus
Thaksin begon zijn politieke carrière in 1994 als minister van buitenlandse zaken voor de Palang Dharma Party met de belofte de politiek op te schonen. Dit werd gevolgd door een korte periode als vicepremier en hoofd van de PDP, hetgeen ophield in 1997 toen de partij uit elkaar viel.
In 1998 vormde Thaksin zijn eigen Thai Rak Thai ("Thais houden van Thais") partij. Hij hamerde wederom op anti-corruptiemaatregelen.

## Premier
In januari 2001 werd hij premier, nadat zijn partij een voor Thaise begrippen unieke meerderheid in het parlement behaalde bij de verkiezingen.

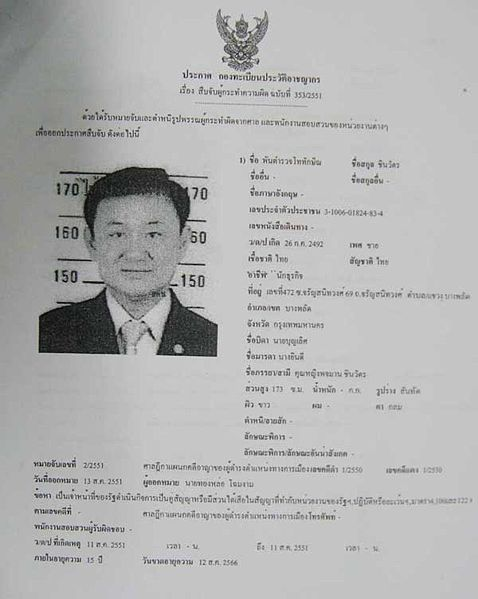
'Gezocht'

Thaksins positie was in opspraak  vanwege conflicterende belangen tussen zijn post als premier en zijn grote zakenbelangen. Tijdens zowel zijn staatsbezoeken in China als India sloot Shinsat, een onderdeel van het bedrijf van de Shinawatra-familie, contracten met de overheden in het land. In 2001 werd hij vervolgd, maar niet veroordeeld, vanwege het verbergen van financiële belangen. In een verdediging op de beschuldigingen verklaarde Thaksin "zich niet bewust te zijn geweest van de wet" en dat het een "eerlijke vergissing" was, een uitspraak die later ook gedaan werd bij het eindexamenschandaal rond zijn zoon Panthongtae Shinawatra. Een veroordeling zou een vijfjarig verbod op politieke functies inhouden.
Thaksins regering besteedde veel geld aan populaire zaken als goedkope leningen voor boeren en gesubsidieerde gezondheidszorg, met daarbij weinig aandacht voor de financiering ervan. Internationaal was er zware kritiek op het verzwijgen van de Vogelpestuitbraak in Thailand in 2003-2004, waardoor deze ziekte zich kon verbreiden tot in Europa. Thaksins kruistocht tegen drugsdealers in 2003, die zelfs ging tot buitenrechtelijke executie van honderden verdachten, is sterk bekritiseerd door burgerrechtenorganisaties. Er zijn ook klachten geweest over Thaksins handelwijze om familieleden en zakenrelaties te bevoordelen bij een aanstelling in dienst van de overheid. Met name zou hij zijn neef, generaal Chaiyasit Shinawatra uit een afgelegen district, tot legerleider hebben gemaakt.
In februari 2005 werd Thaksin de eerste democratisch verkozen premier van Thailand die een normale vierjarige zittingsperiode voltooide. Bij de verkiezingen die maand behaalde zijn partij wederom de meerderheid in het parlement. Bijna al deze stemmen werden behaald op het Thaise platteland, waar driekwart van de bevolking woont; de stedelijke burgers en de middenstand stemden tegen hem.
In december 2005 lanceerde de media-magnaat Sonthi Limthongkul een anti-Thaksin campagne, gebaseerd op beschuldigingen van corruptie en immoreel gedrag. In januari 2006 wakkerde de belastingvrije verkoop van de aandelen van Thaksins familie in de Shin Corporation ter waarde van 1,5 miljard euro (hoewel legaal) de anti-Thaksingevoelens verder aan.
Na massale betogingen in Bangkok schreef Thaksin in februari vervroegde verkiezingen uit voor 2 april 2006, die door de oppositiepartijen werden geboycot. Thaksin kreeg een meerderheid van geldig uitgebrachte stemmen, maar vele stemmen waren blanco. Op 4 april 2006 trad hij af als premier, maar bleef aan als waarnemend premier. In mei 2006 besloot het Hooggerechtshof dat de verkiezingen ongrondwettig waren.
Het leger maakte aan Thaksins (waarnemend) premierschap een einde op 19 september 2006 door middel van een staatsgreep. Verkiezingen in het najaar van 2008 brachten de aanhangers van Thaksin opnieuw aan de macht, maar premier Samak Sundarajev moest in augustus aftreden, deels door het protest van de Volksalliantie voor Democratie. Samak werd opgevolgd door Somchai Wongsawat, de zwager van Thaksin. Somchai heeft laten weten niet te zullen wijken voor het protest van de Volksalliantie.

## Persvrijheid
Ook de persvrijheid in Thailand heeft geleden tijdens Thaksins regeerperiode. In Thailand heerste altijd een relatief grote persvrijheid en kranten en televisiestations kwamen vaak met kritische reportages over de heersende regeringen. Tijdens de verkiezingen heeft hij Thailands enige onafhankelijke tv station, ITV, opgekocht nadat enkele journalisten met zeer kritische reportages over hem gekomen waren. De journalisten zijn na de overname ontslagen. Ook kranten zijn overgenomen of bedreigd met rechtszaken of een terugtrekking van de reclame van bedrijven van Thaksins familie en zijn zakelijke relaties. Dit heeft ertoe geleid dat behalve in een paar kranten, waaronder de Engelstalige the Nation en Bangkok Post, er geen openlijke kritiek meer geleverd wordt op de regering.

## Ballingschap en terugkeer
Thaksin werd in 2008 gerechtelijk vervolgd wegens corruptie en veroordeeld tot acht jaar gevangenisstraf. Hij had echter tijdig de wijk genomen naar Hongkong, en vestigde zich uiteindelijk in Londen. Op 22 augustus 2023 keerde hij terug in Bangkok, nadat de partij van zijn dochter was toegetreden tot een coalitiekabinet. Thaksin werd overgebracht naar de gevangenis, waar hij een verkorte straf zal uitzitten. De koning van Thailand heeft zijn straf van acht jaar teruggebracht tot één jaar. Op 18 februari 2024 werd hij vrijgelaten. Hij heeft het gevangenisziekenhuis, waar hij het afgelopen halfjaar werd vastgehouden, verlaten en is naar zijn woning in Bangkok gegaan.

## Omstreden uitspraken
Thaksin staat zeer regelmatig op de voorpagina's van de krant. Niet alleen vanwege zijn beleid, maar ook vanwege zijn uitspraken. Uitspraken sinds begin 2004:
- Tijdens de aanslagen in Zuid-Thailand op 4 januari 2004 op de scholen en het militaire kamp aldaar kwamen vier militairen om het leven. Thaksin verklaarde voor de camera in een woede-uitbarsting dat de militairen het verdiend hadden om te sterven omdat ze zich door bandieten onder de voet hadden laten lopen. Een dag later kwam hij met de verklaring dat zijn woorden verkeerd waren begrepen omdat hij zich als noordelijke Thai niet in het centraal Thai kon uitdrukken. Hij bedoelde niet sterven, maar dat ze gestraft dienden te worden. (Zowel uit de Nation als Bangkok Post.)
- Op 6 januari verscheen er in de International Herald Tribune een artikel van de hand van de journalist Philip Bowring dat kritiek leverde op het door Thaksin gevoerde beleid. In een commentaar op het artikel gebruikte Thaksin het Thaise woord voor dorpsidioot om de journalist te beschrijven. Volgens Thaksin moet men niet iedereen geloven die een stukje in een krant kan schrijven en is het artikel niet gebaseerd op onderzoek. (Zowel uit de Nation als Bangkok Post.)

## Familie
Thaksin Shinawatra is gehuwd met de zakenvrouw Potjaman Na Pombejra. Ze hebben drie kinderen:
- Panthongtae Shinawatra, zakenman,
- Pintongtha Shinawatra en
- Paetongtarn Shinawatra, zakenvrouw en boegbeeld van de oppositiepartij Pheu Thai.